# Робин Худ: Краљ лопова
Робин Худ: Краљ лопова (енгл. Robin Hood: Prince of Thieves) је амерички акционо-авантуристички филм из 1991. који је режирао Кевин Рејнолдс, према сценарију који су написали Пен Деншам и Џон Вотсон. Главне улоге у филму тумаче Кевин Костнер, Морган Фриман, Кристијан Слејтер, Алан Рикман и Мери Елизабет Мастрантонио, а радња прати Робина од Локслија, племића који се враћа у Енглеску после Трећег крсташког рата и одлучује да се као одметник супротстави тиранији шерифа од Нотингема.
Упркос мешовитим реакцијама критичара, филм је остварио комерцијални успех, зарадивши преко 390 милиона долара широм света, што га је учинило другим филмом са највећом зарадом 1995. године, иза филма Терминатор 2: Судњи дан. Рикман је за улогу шерифа од Нотингема био награђен наградом БАФТА за најбољег споредног глумца. Насловна песма „(Everything I Do) I Do It for You” била је номинована за Оскара за најбољу оригиналну песму, а освојила је награду Греми за најбољу песму написану за визуелни медиј.

## Радња
Године 1194, енглески племић Робин од Локслија провео је више година у ајубидском затвору у Јерусалиму, пошто је пратио краља Ричарда Лављег Срца у Трећем крсташком рату. Робин и његов саборац Питер Дибоа успевају да побегну, при томе спасивши живот једном Мавру по имену Азим. Смртно рањен, Питер натера Робина да се закуне да ће чувати његову сестру Меријан. Робин се затим враћа у Енглеску, а Азим се обавезује да ће га пратити све док му не отплати дуг живота.
У одсуству краља Ричарда, окрутни шериф од Нотингема кује планове да преузме престо за себе и наређује убиство Робиновог оца, који је остао одан краљу. По повратку кући, Робин спашава једног дечака од шерифовог немилосрдног рођака, Гаја од Гизборна. Затим налази очево тело и породичног слугу, Данкана, ослепљеног Гизборновом руком. Он тврди да је Робинов отац био лажно оптужен за клањање ђаволу. Шериф се консултује са вештицом Мортијаном, која предвиђа повратак краља Ричарда и да ће „Робин и Азим донети нашу смрт”.
Робин обавештава Меријан о братовљевој смрти, али она не види потребу за његовом заштитом. Бежећи од шерифових трупа, Робин, Данкан и Азим склањају се у Шервудску шуму, где наилазе на групу одметника којима командује Мали Џон, који изазива Робина на двобој штаповима. Робин побеђује и стиче његово пријатељство, али одметник Вил Скарлет му не верује. Супротстављајући се корумпираном бискупу од Херефорда због његове улоге у очевој смрти, Робин понижава шерифа, који као одговор шаље Гизборна да застраши сељаке у потрази за „Робином Худом”.
Упркос награди за његову главу, Робин од групе одметника ствара озбиљну силу против шерифа. Они пљачкају богате пролазнике кроз шуму и деле украдено богатство и храну сиромашнима. Придружује им се и весели фратар Так. Меријан нуди Робину сву помоћ коју може, и њих двоје се заљубљују. Робинов успех и подршка народа разбешњују шерифа, који појачава терор над сељанима и убија Гизборна због неуспеха. Мортијана му саветује да регрутује страшне келтске ратнике из Шкотске и да се ожени женом краљевске крви — Меријан, краљевом рођаком.
Издана од бискупа, Меријан бива ухваћена, а Данкан одјаше да упозори Робина, несвесно праћен од шерифових људи. Уз подршку Келта, они нападају Шервудску шуму, спаљују скровиште одметника, многе заробљавају, а Данкана убијају. Верујући да је Робин мртав, шериф прети заробљеницима и њиховим породицама, приморавши Меријан да пристане да се уда за њега. Вил склапа договор са шерифом да изда Робина и враћа се у шуму, али уместо тога открива да је Робинов полубрат, и њих двојица се мире.
На дан венчања, Робин и његови људи инфилтрирају се у замак у Нотингему и спасавају одметнике од вешања. Уз помоћ Азимовог експлозивног праха, ослобађају заробљенике, а Азим подстиче сељане на устанак, присиљавајући шерифа да се повуче са Меријан у своју тврђаву. Бискуп на брзину венчава шерифа и Меријан, али пре него што шериф успе да конзумира брак, Робин упада. Фратар Так проналази бискупа који бежи са златом, натовари га још већим теретом и избацује кроз прозор. У жестоком дуелу, Робин убија шерифа, а Азим убија Мортијану бранећи Робина, чиме испуњава свој животни дуг.
Касније, венчање Робина и Меријан прекида повратак краља Ричарда, који благосиља брак и захваљује Робину што му је сачувао престо.

## Улоге
| Глумац                     | Улога                         |
| -------------------------- | ----------------------------- |
| Кевин Костнер              | Робин од Локслија / Робин Худ |
| Морган Фриман              | Азим                          |
| Мери Елизабет Мастрантонио | Меријан Дибоа                 |
| Кристијан Слејтер          | Вил Скарлет                   |
| Алан Рикман                | Шериф од Нотингема            |
| Џералдина Макјуан          | Мортијана                     |
| Ник Бримбл                 | Мали Џон                      |
| Мајкл Макшејн              | Фратар Так                    |
| Брајан Блесед              | Лорд Локсли                   |
| Мајкл Винкот               | Гај од Гизборна               |
| Харолд Иносент             | Бискуп од Херефорда           |
| Волтер Спароу              | Данкан                        |
| Данијел Њуман              | Вулф                          |
| Данијел Пикок              | Бул                           |
| Џек Вајлд                  | Мач                           |
| Су Друет                   | Фени                          |
| Лијам Халиган              | Питер Дибоа                   |
| Мајкл Голди                | Кенет                         |
| Шон Конери                 | Ричард I Лавље Срце           |

## Зарада
- Зарада у САД − 165.493.908 $
- Зарада у иностранству − 225.000.000 $
- Зарада у свету − 390.493.908 $